# Emily Infeld
Emily Infeld (née le 21 mars 1990 dans l'Ohio) est une athlète américaine, spécialiste du fond.
Elle remporte la médaille de bronze du 10 000 m lors des Championnats du monde à Pékin. Elle termine deuxième des Sélections olympiques américaines 2016 à Eugene.